# Vlag van Trois-Ponts
De vlag van Trois-Ponts is op onbekende datum bij raadsbesluit vastgesteld als de vlag van de Luikse gemeente Trois-Ponts. De vlag kan als volgt worden beschreven:
Twee even lange banen van blauw en van wit, met in de broektop een witte Jakobsmantel.
De vlag komt overeen met het vlagontwerp van de Raad van Heraldiek en Vexillologie (Frans: Conseil d’héraldique et de vexillologie). Blauw en wit zijn de traditionele kleuren van Trois-Ponts, terwijl de Jakobsmantel doet denken aan Jakobus de Meerdere en de pelgrimstocht naar Santiago.